# Uttenhofen (Tengen)
Uttenhofen ist ein Stadtteil von Tengen im baden-württembergischen Landkreis Konstanz. Es hat 147 Einwohner (31. August 2014).

## Lage und Verkehrsanbindung
Uttenhofen liegt im Südwesten der Hegaualb (max. 863,9 m ü. NHN), nordöstlich des Gebirgszugs Randen (max. 930,2 m) und etwa 2,5 km südwestlich der Kernstadt von Tengen. Durch das auf etwa 610 m Höhe gelegene Dorf fließt in West-Ost-Richtung der Biber-Zufluss Körbeltalbach (Körbelbach), der bachaufwärts im Blumberger Stadtteil Nordhalben (Schwarzwald-Baar-Kreis) auch Biber und in Uttenhofen auch Lauterbach heißt. Die Grenze zur Schweiz verläuft jeweils etwa 1,5 km südöstlich und südwestlich; südlich der Ortschaft liegt ein baden-württembergischer Zipfel mit dem Tengener Stadtteil Wiechs, der im Osten, Süden und Westen vom Schweizer Gebiet umgeben ist.
Wenige Kilometer nördlich der Ortschaft verläuft durch Tengen und Kommingen die Bundesstraße 314, von der in Kommingen die Kreisstraße 5748 abzweigt. Letztere geht an der Grenze des Schwarzwald-Baar-Kreises zum Landkreis Konstanz in die durch Uttenhofen und weiter nach Tengen führende K 6132 über, von der in der Ortschaft die auf die K 6137 (Tengen–Wiechs) stoßende K 6136 abzweigt.

## Geschichte
Die ehemals selbständige Gemeinde wurde am 1. Januar 1971 nach Tengen eingemeindet.